# パッツィ・ユェン
パッツィ・ユェン（Patsy Yuen）ことパトリシア・テリーザ・ユェン・レオン（Patricia Teresa Yuen Leung、1952年 - ）は、ジャマイカの服飾デザイナー、ミスコンテスト女王。1973年、ミス・ワールド第3位入賞。

## 経歴
1952年、キングストンに生まれる。客家のルーツを持つ中国系の一族である。学生時代、テニスを始める。
フロリダ州マイアミでマーケティング管理を学ぶ。

### ミス・ワールド
店員（salesgirl）として働いていた1973年8月5日、Miss Jamaicaで優勝。これは"非公式の人種差別(informal colour line)"―これがあるおかげで中国系の女性はこの種のイベント参加を自粛してきた―を打ち破ることでもあった。
11月23日、Miss World 1973 でマージョリー・ウォレス（優勝）、エヴァンジェリン・パスクエル（準優勝）に次いで第3位入賞。
1974年3月7日、主催者サイドは「ミスとしての任務を果たすうえで基本的な必要条件を満たしていない」と発表、マージョリーから王冠とタイトルを剥奪。エヴァンジェリンは「王冠とタイトルは与えられないがウォレスのやり残したミスとしての任務を引き継がないか」とオファーされるも映画の仕事があるからと丁重に断る。パッツィがミスとしての任務を引き継ぐが、公式にミス・ワールドのタイトルが与えられることはなかった。
ミスとしての任務遂行中、彼女は「勝者は気付いてみると、自分たちの手に負えない金銭的負担に耐える立場に置かれている」と懸念を表明する。
ミス・ワールドにおける見事な成績は、彼女を国家的英雄の地位に押し上げた。しかし論争にさらされることにもなる。パッツィの成長する間、Chinese Benevolent Association は Miss Chinese Jamaican を1年に1回開いていた。しかしこのような"あからさまに人種で区別した (openly racialised)"イベントは1962年、中止される。アフリカ系ジャマイカ人のジャーナリストが非愛国的で非ジャマイカ的と非難したことを受けて。
また、国家のアイデンティティに関する公衆のイメージ（意訳）を乱さないよう、中国系の出自と関係ないと熱心に否定しなければならない厄介な立場に立たされた。結局それは、彼女が「アキー＆ソルトフィッシュのようなジャマイカ料理を好み、中華は全く好きでない」と公に宣言するまで続いた。
2年後、黒人の参加者は審査員に差別されている、また英国のニュースメディアもろくに報道してくれないという大衆の不満を背景に、ジャマイカはミス・ワールドおよびミス・ユニバースから撤退する。

### その後
Manufacturing Company, Ltd.のパートナーとなり、コスチュームデザイナーとして働く。1974年、The Gleaner紙よりDistinguished Salesman of the Yearに選ばれる。
後に中国系ジャマイカ人のWarwick Lynと結婚。彼はレゲエ・プロデューサーで、Leslie Kongの弟子として知られる。夫とともに米国に移り、Miss Jamaica Miamiを主宰する。